# Тэтер, Юлиус
Юлиус Тэтер (нем. Julius Thaeter; 7 января 1804, Дрезден — 14 ноября 1870, Мюнхен) — немецкий гравёр на меди.

## Биография
Учился сперва в Дрезденской академии художеств, а потом работал в Нюрнберге и Берлине, в 1830—1834 годах занимался снова в Мюнхене, в мастерской Амслера. С 1841 по 1843 годы работал Веймаре, с 1843 по 1849 годы — в Дрездене, где с 1846 года он преподавал рисование в академии. В 1849 году получил должность профессора гравирования в Мюнхенской академии, которую занимал почти до конца своей жизни (отказавшись от неё в 1868 году и возглавив картинную галерею). Среди его учеников был, в частности, Генрих Самуилович Редлих.
Гравюры этого художника, видимо, взявшего себе за образец Маркантонио Раймонди, по большей части исполнены с умеренным штрихованием в подражание картонам; они отличаются большой добросовестностью работы и верной передачей оригиналов. Главные из этих гравюр — «Битва гуннов» и «Вавилонское столпотворение» с Каульбаха, «Хримгильда и труп Зигфрида» со Шнорра, «Душеперевозчик Харон» и «Парки» с Карстенса, «Подвиги милосердия св. Елизаветы, королевы венгерской» с М. фон Швинда, иллюстрации к псалмам с Г. Кёнига, воспроизведения картин Корнелиуса в Кампо-Санто, «Проповедь апостола Петра» с Рафаэля и другие.